# دوري كرة القدم الغربي 1925–26
دوري كرة القدم الغربي 1925–26 (بالإنجليزية: 1925–26 Western Football League)‏ هو موسم من دوري كرة القدم الغربي ‏. فاز فيه نادي بريستول سيتي.